# Mistrzostwa Świata w Lekkoatletyce 2017 – trójskok mężczyzn
Trójskok mężczyzn – jedna z konkurencji rozegranych podczas lekkoatletycznych mistrzostw świata na Stadionie Olimpijskim w Londynie.

## Terminarz
| Data        | Godzina |            |
| ----------- | ------- | ---------- |
| 7 sierpnia  | 18:35   | Eliminacje |
| 10 sierpnia | 20:20   | Finał      |

## Rekordy
Tabela prezentuje rekord świata, rekordy poszczególnych kontynentów, mistrzostw świata, a także najlepszy rezultat na świecie w sezonie 2017 przed rozpoczęciem mistrzostw.
|                            | Zawodnik         | Wynik | Miejsce     | Data                      |
| -------------------------- | ---------------- | ----- | ----------- | ------------------------- |
| Rekord świata              | Jonathan Edwards | 18,29 | Göteborg    | 7 sierpnia 1995(dts)      |
| Listy światowe             | Christian Taylor | 18,11 | Eugene      | 27 maja 2017(dts)         |
| Rekord mistrzostw świata   | Jonathan Edwards | 18,29 | Göteborg    | 7 sierpnia 1995(dts)      |
| Rekord Afryki              | Tarik Bouguetaïb | 17,37 | Al-Chamisat | 14 lipca 2007(dts)        |
| Rekord Azji                | Li Yanxi         | 17,59 | Jinan       | 26 października 2009(dts) |
| Rekord Ameryki Północnej   | Christian Taylor | 18,21 | Pekin       | 27 sierpnia 2015(dts)     |
| Rekord Ameryki Południowej | Jadel Gregório   | 17,90 | Belém       | 20 maja 2007(dts)         |
| Rekord Europy              | Jonathan Edwards | 18,29 | Göteborg    | 7 sierpnia 1995(dts)      |
| Rekord Australii i Oceanii | Ken Lorraway     | 17,46 | Londyn      | 7 sierpnia 1982(dts)      |

## Minima kwalifikacyjne
Aby zakwalifikować się do mistrzostw, należało wypełnić minimum kwalifikacyjne wynoszące 16,80 (uzyskane w okresie od 1 października 2016 do 23 lipca 2017), z uwagi na małą liczbę zawodników z minimum, kolejnych lekkoatletów zaproszono do występu w mistrzostwach na podstawie lokat na listach światowych.

## Rezultaty

### Eliminacje
Awans uzyskali zawodnicy, którzy skoczyli co najmniej 17,00 m (Q) oraz zawodnicy, którzy nie uzyskali tej odległości, ale znaleźli się w gronie 12 najlepszych zawodników (q).
| Pozycja | Grupa | Zawodnik             | Państwo                  | Runda | Runda | Runda | Wynik | Uwagi |
| Pozycja | Grupa | Zawodnik             | Państwo                  | 1     | 2     | 3     | Wynik | Uwagi |
| ------- | ----- | -------------------- | ------------------------ | ----- | ----- | ----- | ----- | ----- |
| 1       | A     | Chris Benard         | Stany Zjednoczone        | 17,20 |       |       | 17,20 | Q     |
| 2       | A     | Christian Taylor     | Stany Zjednoczone        | 17,15 |       |       | 17,15 | Q     |
| 3       | B     | Cristian Nápoles     | Kuba                     | 17,06 |       |       | 17,06 | Q     |
| 4       | A     | Andy Díaz            | Kuba                     | 16,96 | 16,86 | x     | 16,96 | q     |
| 5       | B     | Will Claye           | Stany Zjednoczone        | 16,95 | 16,57 | x     | 16,95 | q     |
| 6       | A     | Nelson Évora         | Portugalia               | 16,64 | 16,94 | x     | 16,94 | q     |
| 7       | A     | Alexis Copello       | Azerbejdżan              | 16,89 | 16,88 | 16,53 | 16,89 | q     |
| 8       | A     | Pablo Torrijos       | Hiszpania                | 16,57 | 16,00 | 16,80 | 16,80 | q     |
| 9       | B     | Jean-Marc Pontvianne | Francja                  | 16,66 | 16,17 | 16,78 | 16,78 | q     |
| 10      | B     | Yordanis Durañona    | Dominika                 | 16,71 | 16,63 | 16,49 | 16,71 | q     |
| 11      | A     | Wu Ruiting           | Chińska Republika Ludowa | x     | 16,40 | 16,66 | 16,66 | q     |
| 12      | B     | Lázaro Martínez      | Kuba                     | 16,36 | x     | 16,66 | 16,66 | q     |
| 13      | B     | Donald Scott         | Stany Zjednoczone        | 16,55 | 16,63 | 16,27 | 16,63 |       |
| 14      | B     | Nazim Babayev        | Azerbejdżan              | 15,76 | 16,58 | 16,61 | 16,61 |       |
| 15      | A     | Momcził Karailiew    | Bułgaria                 | x     | 16,01 | 16,57 | 16,57 |       |
| 16      | B     | Elvijs Misāns        | Łotwa                    | 16,55 | 16,39 | x     | 16,55 |       |
| 17      | A     | Simo Lipsanen        | Finlandia                | 16,54 | 16,48 | 16,41 | 16,54 |       |
| 18      | B     | Georgi Conow         | Bułgaria                 | 16,53 | 16,32 | x     | 16,53 |       |
| 19      | A     | Nathan Fox           | Wielka Brytania          | 16,27 | 16,49 | 16,02 | 16,49 |       |
| 20      | B     | Alberto Álvarez      | Meksyk                   | 15,60 | 16,41 | 16,48 | 16,48 |       |
| 21      | A     | Benjamin Compaoré    | Francja                  | 16,46 | 16,35 | x     | 16,46 |       |
| 22      | B     | Troy Doris           | Gujana                   | 16,43 | x     | 16,24 | 16,43 |       |
| 23      | A     | Miguel van Assen     | Surinam                  | 16,38 | x     | x     | 16,38 |       |
| 24      | A     | Melvin Raffin        | Francja                  | 16,18 | 14,25 | x     | 16,18 |       |
| 25      | B     | Tosin Oke            | Nigeria                  | x     | 16,14 | 16,17 | 16,17 |       |
| 26      | B     | Fang Yaoqing         | Chińska Republika Ludowa | x     | 16,17 | x     | 16,17 |       |
| 27      | A     | Mateus Daniel de Sá  | Brazylia                 | 16,10 | 16,09 | x     | 16,10 |       |
| 28      | B     | Dimitris Tsiamis     | Grecja                   | 16,06 | x     | x     | 16,06 |       |
| 29      | A     | Ryoma Yamamoto       | Japonia                  | x     | x     | 16,01 | 16,01 |       |
| 30      | B     | Clive Pullen         | Jamajka                  | x     | x     | 15,61 | 15,61 |       |
| -       | B     | Max Heß              | Niemcy                   |       |       |       | DNS   |       |

### Finał
| Pozycja | Zawodnik             | Państwo                  | Runda | Runda | Runda | Runda | Runda | Runda | Wynik | Uwagi |
| Pozycja | Zawodnik             | Państwo                  | 1     | 2     | 3     | 4     | 5     | 6     | Wynik | Uwagi |
| ------- | -------------------- | ------------------------ | ----- | ----- | ----- | ----- | ----- | ----- | ----- | ----- |
| 01 !    | Christian Taylor     | Stany Zjednoczone        | 16,97 | 17,57 | 17,68 | 17,26 | 17,38 | 17,03 | 17,68 |       |
| 02 !    | Will Claye           | Stany Zjednoczone        | 17,54 | 17,52 | 17,63 | 17,49 | 17,53 | x     | 17,63 |       |
| 03 !    | Nelson Évora         | Portugalia               | 17,02 | 17,19 | 16,58 | x     | x     | 16,01 | 17,19 |       |
| 4       | Cristian Nápoles     | Kuba                     | x     | x     | 17,16 | x     | x     | 17,16 | 17,16 |       |
| 5       | Alexis Copello       | Azerbejdżan              | 17,16 | x     | x     | 16,87 | 16,91 | 17,06 | 17,16 | SB    |
| 6       | Chris Benard         | Stany Zjednoczone        | 16,88 | x     | 16,94 | x     | x     | 17,16 | 17,16 |       |
| 7       | Andy Díaz            | Kuba                     | 17,13 | x     | x     | x     | -     | x     | 17,13 |       |
| 8       | Jean-Marc Pontvianne | Francja                  | x     | 16,62 | 16,79 | x     | x     | 16,57 | 16,79 |       |
| 9       | Wu Ruiting           | Chińska Republika Ludowa | 16,47 | 16,66 | 16,53 |       |       |       | 16,66 |       |
| 10      | Pablo Torrijos       | Hiszpania                | 16,60 | 16,51 | 16,53 |       |       |       | 16,60 |       |
| 11      | Yordanis Durañona    | Dominika                 | 16,42 | x     | x     |       |       |       | 16,42 |       |
| 12      | Lázaro Martínez      | Kuba                     | x     | 16,25 | 16,09 |       |       |       | 16,25 |       |